# Бутчер, Клайд
Клайд Бутчер (англ. Clyde Butcher; род. 1942, Канзас-Сити) — американский фотограф, известный в области пейзажной фотографии дикой природы Флориды. Основные работы — чёрно-белые пейзажи сверхкрупного формата (печать вплоть до 2x3 м).

## Биография
Родился в Канзас-Сити (штат Миссури) в 1942 году, когда его родители вели кочевой образ жизни, осев в итоге в южной Каролине, где будущий фотограф в 1960 году поступил в Калифорнийский политехнический институт и изучал архитектуру. В 1963 году, он был впечатлён работой Энселя Адамса, изображавшей национальный парк Йосемити, что возможно подвигло его к выбору будущей профессии фотографа. В 1964 году, последний год своей учёбы в колледже, Бутчер женился на своей супруге Ники.
Во время учёбы в колледже Батчер представлял свои архитектурные проекты в виде рисунков, путём создания и съёмки миниатюрных макетов, располагаемых рядом с невысокими растениями и деревьями, чтобы они выглядели реалистичными. После колледжа Батчер начал работать в сфере архитектуры и отвечал за создание части дизайна здания Transamerica Pyramid в Сан-Франциско, Калифорния. Потеряв работу, Батлер стал выставлять свои работы на улице во время местных фестивалей искусств. Вскоре он понял, что фотографией может заработать больше, чем работая в архитектуре. К 1970 году он окончательно оставил архитекторскую работу, занимаясь фотосъёмкой пейзажей.
Батчер основал совместный бизнес, продавая свои снимки для украшения стен в Sears, Ward, Pennys и другие компании. В итоге его бизнес развился в компанию из 200 сотрудников с офисом в Акрон, Огайо и ещё одним в южной Калифорнии. Начав с чёрно-белых фотоснимков, для увеличения продаж Бутчер разнообразил свой репертуар цветными фото. Основная часть его фотосессий проходила в то время к западу от Скалистых гор и на северо-западе Тихого океана. Эта часть жизни Бутчера была наполнена борьбой и напряжением; в то же время они с женой много путешествовали на яхте.
Несколько лет Бутчер с женой Ники и двумя детьми жили на своём судне, пришвартованном в гавани Ньюпорт-Бич. Там у них не было электричества, телевидения и холодильника. Это дало семье опыт уединения и ощущение покоя, хотя жили они в окружении столичного города. Любовь Бутчера к путешествию по воде и к телесериалу «Флиппер» привели его во Флориду.
Бутчер продал свой бизнес в Калифорнии, переехал по Флориду и вернулся к продаже своих работ на уличных мероприятиях. Бутчер пережил потрясение, когда в 1986 году его сын Клайд погиб в автокатастрофе по вине пьяного водителя. Чтобы успокоиться, Бутчер уехал в пустыню в уединение. Он отказался от цветных фотографий и вернулся к чёрно-белым пейзажам. Свои работы он создаёт широкоформатными камерами в диапазоне от 4x5" до 12x20".

## Награды и премии
- 2000: Ansel Adams Award от Sierra Club[3]
- 2005: North American Nature Photography Association, Lifetime Achievement Award in Nature Photography[4]
- 2006: Best Florida Artist, Florida Magazine Best of Florida  (недоступная ссылка с 14-03-2014 [4142 дня] — история, копия)
- 1992: Wolfson Award — Visions of Florida — PBS documentary on Clyde
- 1996: Heartland Community Service Award
- Everglades Coalition Award 1997 (For Clyde’s efforts to save the Everglades)
- 1997: Person of the Week (Presented to Clyde by Peter Jennings on ABC News)[5]
- 1997: American Planning Association — Florida Chapter Service Award
- 1998: South Eastern Region Nature Conservancy Conservation Colleague Award
- 1998: Флорида Artist Hall of Fame Award[6]
- 1999: Keeping Florida Beautiful — Adopt-A-Highway Public Service Award
- 2000: Ansel Adams conservation Award
- 2003: Florida Monthly Magazine — Best Florida Artist
- 2004: Popular Photography Magazine — Who Will Be the Next Ansel Adams?
- 2004: Wolfsom Telly Award
- 2004: Top 100 Most Influential People во Флориде
- 2004: Best Gallery in Florida (Big Cypress Gallery)
- 2005: Stars in the Arts Award
- 2005: North American Nature Photography Association Lifetime Achievement Award[7]
- 2005: International College Humanitarian of the Year Award

## Крупные проекты
- America The Beautiful: The Monumental Landscape of Clyde Butcher — St. Paul, MN (January 28 — April 15)[8] Clyde Butcher will be appearing on January 28 at 7:30 PM. Admission is free.[8]
- America the Beautiful, on display Sep-Oct 2007 at the Muscarelle Museum of Art, Williamsburg, Virginia.
- Apalachicola River: An American Treasure. Photographic exhibit and documentary film with cinematographer Elam S. Stoltzfus.St Paul Public Library
- Living Waters: Aquatic Preserves of Florida. Photographic exhibit and documentary film with cinematographer Elam S. Stoltzfus[9]
- Visions for the Next Millennium. Traveling photographic installation, 2000—2001.